# دیوید ترون
دیوید جان ترون (زاده ۲۱ سپتامبر 1955) یک سیاستمدار و تاجر آمریکایی است که به عنوان نماینده ایالات متحده برای منطقه ۶ کنگره مریلند خدمت می‌کند. این ناحیه بیشتر یک سوم غربی ایالت را شامل می‌شود، اما بخش عمده‌ای از جمعیت آن در حومه‌های شمالی واشینگتن هستند.
ترون در مریلند به دنیا آمد و در مزرعه ای در شرق برلین، پنسیلوانیا بزرگ شد. پدرش توماس علاوه بر مزرعه صاحب یک فروشگاه نوشابه و آبجو بود. وقتی پدر و مادر ترون از هم جدا شدند، پدرش مزرعه را نگه داشت و مادرش فروشگاه را به دست گرفت. توماس و مزرعه اش ورشکست شدند، اما ترون به کار در فروشگاه مادرش ادامه داد.